# Zuluacarus termitophilus
Genre
Espèce
Zuluacarus termitophilus est une espèce d'acariens mesostigmates de la famille des Sejidae, la seule du genre Zuluacarus.

## Distribution
Cette espèce est endémique d'Afrique du Sud.

## Publication originale
- Trägårdh, 1906 : Neue Acariden aus Natal und Zululand. Zoologischer Anzeiger, vol. 30, p. 870–877.